# Liebhaveri
Liebhaveri betegner en interesse for at samle på sjældne og kunstnerisk udførte og kostbare genstande. Udtrykket bruges også om ejendomme eller ejerlejligheder, der på den ene eller anden måde er enestående og som kun findes i begrænset antal. 

## Ejendomsmarkedet
På ejendomsmarkedet drejer liebhaveri sig ofte om ejendomme med en særlig god beliggenhed, en særlig arkitektur, en unik historie, en særlig årgang eller i det hele taget et særpræg. En liebhaverejendom kan således både være en smuk palævilla med udsigt over Øresund, en funkisvilla i Hunderup-kvarteret i Odense, eller en lille lejlighed i Latinerkvarteret i København. Som følge af, at der er relativt få liebhaverejendomme, handles de til en markant højere pris end øvrige ejendomme.
| Bygning eller seværdighed | Spire Denne artikel om en bygning, et bygningsværk eller en seværdighed er en spire som bør udbygges. Du er velkommen til at hjælpe Wikipedia ved at udvide den. |